# 대물 (만화)
《대물》은 만화가 박인권이 2004년부터 2008년까지 연재한 만화이다. 2010년 SBS에서 《대물》을 원작으로 한 드라마 《대물》이 방영되었으며 2013년에는 SBS에서 《대물 - 야왕전》을 원작으로 한 드라마 《야왕》이 방영되었다.